# Тајм (Илиноис)
Тајм (енгл. Time) град је у америчкој савезној држави Илиноис.

## Демографија
По попису из 2010. године број становника је 23, што је 6 (-20,7%) становника мање него 2000. године.
| Група             | 2000.       | 2010.       |
| Белци             | 29 (100,0%) | 23 (100,0%) |
| Афроамериканци    | 0 (0,0%)    | 0 (0,0%)    |
| Азијати           | 0 (0,0%)    | 0 (0,0%)    |
| Хиспаноамериканци | 0 (0,0%)    | 0 (0,0%)    |
| Укупно            | 29          | 23          |